# Reggenza di Sorong Meridionale
La reggenza di Sorong Meridionale (in indonesiano: Kabupaten Sorong Selatan) è una reggenza dell'Indonesia, situata nella provincia di Papua sud-occidentale.